# Temelucha arogae
Temelucha arogae är en stekelart som beskrevs av Dasch 1979. Temelucha arogae ingår i släktet Temelucha och familjen brokparasitsteklar. Inga underarter finns listade i Catalogue of Life.